# Euxestinae
Euxestinae es una subfamilia de coleópteros polífagos.

## Géneros
- Cycloxenus - Ectomicrus - Euxestoxenus - Euxestus - Globoeuxestus - Hypodacne - Hypodacnella - Metacerylon - Metaxestus - Protoxestus